# Ark (album Brendana Perry’ego)
Ark – drugi album studyjny Brendana Perry’ego, wydany 7 lipca 2010 roku przez wytwórnię muzyczną Cooking Vinyl.

## Muzyka albumu
Na swoim drugim, solowym albumie Brendan Perry powraca do mrocznego synth-rocka. Na płycie znalazły się jedne z jego najbardziej zorientowanych na techno nagrań. W warstwie muzycznej starannie nagrane utwory, o bogatej fakturze cechują rozedrgane beaty i kaskadowo brzmiące syntezatory z dźwięcznym klawesynem i wibrującymi, ręcznymi bębenkami. Ich akustyczne elementy przypominają styl Dead Can Dance: wersje dwóch z tych utworów, „Babylon” i „Crescent”, były wykonywane podczas pożegnalnej trasy grupy w 2005 roku. W warstwie tekstowej takich piosenek, jak: „The Bogus Man”, „This Boy” i „Inferno” pojawia się krytyka polityków, podżegaczy wojennych i uzależnionych od telewizji.

## Lista utworów
Zestaw utworów na płycie CD:
| 1. | Babylon                         | 6:08  |
|    |                                 |       |
| 2. | The Bogus Man                   | 6:11  |
|    |                                 |       |
| 3. | Wintersun                       | 6:02  |
|    |                                 |       |
| 4. | Utopia                          | 5:55  |
|    |                                 |       |
| 5. | Inferno                         | 6:37  |
|    |                                 |       |
| 6. | This Boy                        | 6:59  |
|    |                                 |       |
| 7. | The Devil And The Deep Blue Sea | 7:35  |
|    |                                 |       |
| 8. | Crescent                        | 9:35  |
|    |                                 |       |
|    |                                 | 55:02 |
|    |                                 |       |

## Odbiór

### Opinie krytyków
| Oceny łączne      | Oceny łączne |
| Publikacja        | Ocena        |
| ----------------- | ------------ |
| Album of the Year | 72/100       |
| Recenzje          |              |
| Publikacja        | Ocena        |
| AllMusic          | [ 4 ]        |
| ArtRock.pl        | 8            |
| laut.de           | [ 6 ]        |
| RYM               | 3.54/5       |
| Sputnikmusic      | 4.0/5        |

Zdaniem Alexandra Cordasa z laut.de „Ark łączy w sobie dobrze napisane i wykonane piosenki, które w wielu momentach przypominają dawne DCD. Świetnie wyważone i zaaranżowane, osiem utworów przepływa przez ucho przez 55 minut, [choć] poza „Babylon”, żaden inny utwór nie wybija się na pierwszy plan.
W opinii Thoma Jurka z AllMusic Ark to „głęboki, mroczny, nastrojowy i elegijny zbiór, w którym Perry wykonuje wszystko, a także skutecznie i szeroko wykorzystuje elektronikę”. Z utworów recenzent wyróżnia: „Babylon”, „Bogus Man”, „Wintersun”, „This Boy”, „The Devil and the Deep Blue Sea” oraz „Utopia”. Podsumowując wyraża przekonanie, iż „fani Dead Can Dance bez wątpienia będą zachwyceni tą propozycją”.
„Dzięki umiejętnościom Perry'ego jako kompozytora i producenta, muzyka [albumu] urzeka”, uważa Mark Jenkins z The Washington Post.

### Listy tygodniowe
| Kraj   | Lista | Pozycja |
| ------ | ----- | ------- |
| Polska | OLiS  | 27      |